# Нови Лази (Кочевје)
Нови Лази (словен. Novi Lazi) су насељено место у општини Кочевје, регија Југоисточна Словенија, Словенија.

## Историја
До територијалне реорганизације у Словенији били су у саставу старе општине Кочевје.

## Становништво
У попису становништва из 2011. године, Нови Лази су имали 127 становника.
| Број становника према пописима | Број становника према пописима | Број становника према пописима |
| ------------------------------ | ------------------------------ | ------------------------------ |
| 1991                           | 2002                           | 2011                           |
| 68                             | 107                            | 127                            |

## Галерија
- сеоско гробље
- остаци гробљанске капеле
- немачки надгробни споменик на сеоском гробљу